# Jacques Ambrosius von Planta
Jacques Ambrosius von Planta (* 26. März 1826 in Reichenau, Kanton Graubünden; † 25. November 1901 in Chur) war ein Schweizer Baumwollhändler und Mäzen.

## Leben und Werk
Von 1837 bis 1841 besuchte Planta die Erziehungsanstalt Schnepfenthal. Er gründete 1853 zusammen mit seinem Vetter Peter von Planta (1829–1910) in Alexandrien und Liverpool ein Handelshaus, das Baumwolle, Leinsamen und «Drogerien» vertrieb. Planta lebte ab 1867 in Chur und wirkte als Wohltäter. Planta war der Sohn des Ulrich von Planta und der jüngere Bruder von Adolf von Planta. Planta heiratete 1857 Mary, geborene Planta-Wildenberg (1838–1925). Ihr gemeinsamer Sohn war Rudolf Alexander von Planta (1861–1895), die Tochter Anna von Planta.